# Descrizione del modo tenuto dal Duca Valentino nello ammazzare Vitellozzo Vitelli, Oliverotto da Fermo, il Signor Pagolo e il duca di Gravina Orsini
Descrizione del modo tenuto dal Duca Valentino nello ammazzare Vitellozzo Vitelli, Oliverotto da Fermo, il Signor Pagolo e il duca di Gravina Orsini muitas vezes abreviado como The Description por razões de brevidade, é um trabalho do cientista político renascentista italiano e historiador Nicolau Maquiavel. A obra descreve os métodos usados por Cesare Borgia para suprimir e assassinar membros da família Orsini, uma família principesca da Roma renascentista. Ambos Vitellozzo Vitelli e Oliverotto da Fermo foram estrangulados na noite de sua captura em 31 de dezembro de 1502.